# Синотт, Фрэнк
Фрэнк Аллан Синотт (англ. Frank Allan Synnott; 28 декабря 1890, Чатем, Нью-Брансуик — 12 октября 1945, Бостон) — американский хоккеист, левый нападающий. Двукратный серебряный призёр летних Олимпийских игр 1920 года и зимних Олимпийских игр 1924 года, двукратный серебряный призёр чемпионата мира 1920 и 1924 годов.

## Биография
Фрэнк Синотт родился 28 декабря 1891 года в канадском городе Чатем.
В молодости перебрался в США, получив американское гражданство 6 сентября 1918 года. В составе военно-морских сил США участвовал в Первой мировой войне.
Играл в хоккей с шайбой на позиции нападающего. Выступал за «Бостон Мэйплз», «Арену» и «Бостон АА».
В 1920 году вошёл в состав сборной США по хоккею с шайбой на летних Олимпийских играх в Антверпене и завоевал серебряную медаль. Играл на позиции нападающего, провёл 2 матча, забросил (по имеющимся данным) 1 шайбу в ворота сборной Швеции. По итогам того же турнира завоевал серебряную медаль чемпионата мира.
В 1924 году вошёл в состав сборной США по хоккею с шайбой на зимних Олимпийских играх в Шамони и завоевал серебряную медаль. Играл на позиции нападающего, провёл 5 матчей, забросил 6 шайб (три в ворота сборной Бельгии, по одной — Франции, Великобритании и Швеции). Кроме того, был судьёй матча группового этапа между сборными Канады и Швеции (22:0). По итогам того же турнира завоевал серебряную медаль чемпионата мира. 
По окончании игровой карьеры судил матчи команд колледжей и Канадско-американской хоккейной лиги (CAHL).
Большую часть жизни работал типографистом в газете Boston Herald.
Умер 12 октября 1945 года в американском городе Бостон.